# هاينريش برونر
هاينريش برونر (بالألمانية: Heinrich Brunner)‏ (و. 1840 – 1915 م) هو مؤرخ، ومؤرخ قانوني ‏، وأستاذ جامعي، من النمسا، ولد في فيلز، وكان عضوًا في الأكاديمية الروسية للعلوم، والأكاديمية الأمريكية للفنون والعلوم، والأكاديمية الملكية السويدية للعلوم، والأكاديمية البروسية للعلوم، توفي في باد كيسينغن، عن عمر يناهز 75 عاماً.

## مناصب
تولى منصب عضو مجلس النواب البروسي اللوردات.

## التعليم
تعلم في جامعة غوتينغن، وجامعة فيينا.

## مناصب وهيئات
أدار جامعة تشارلز في براغ، وجامعة هومبولت في برلين.

## جوائز
حصل على جوائز منها:
- وسام الاستحقاق للفنون والعلوم
- وسام الاستحقاق
- النيشان البافاري الماكسيميلياني للعلوم والفن.